# Coenosia heterocnemis
Coenosia heterocnemis este o specie de muște din genul Coenosia, familia Muscidae, descrisă de Fritz Isidore van Emden în anul 1940. Conform Catalogue of Life specia Coenosia heterocnemis nu are subspecii cunoscute.